# بخش چیرادزولو
بخش چیرادزولو (انگلیسی: Chiradzulu District) یکی از بخش‌های کشور مالاوی است.
این بخش ۷۶۷ کیلومتر مربع مساحت و ۲۳۶٬۰۵۰ نفر جمعیت دارد و مرکز آن شهر چیرادزولو می‌باشد.